# 布鲁 (厄尔-卢瓦省)
布鲁（法語：Brou，法語發音：[bʁu] ⓘ），法国中北部城市，中央-盧瓦爾河谷大區厄尔-卢瓦省的一个市镇，隶属于沙托丹区和大沙托丹市镇公共社区，其市镇面积为19.8平方公里，2022年1月1日时人口数量为3,245人，在法国城市中排名第3,290位。
布鲁位于厄尔-卢瓦省西南部，是一个区域性的中心市镇。

## 地名来源

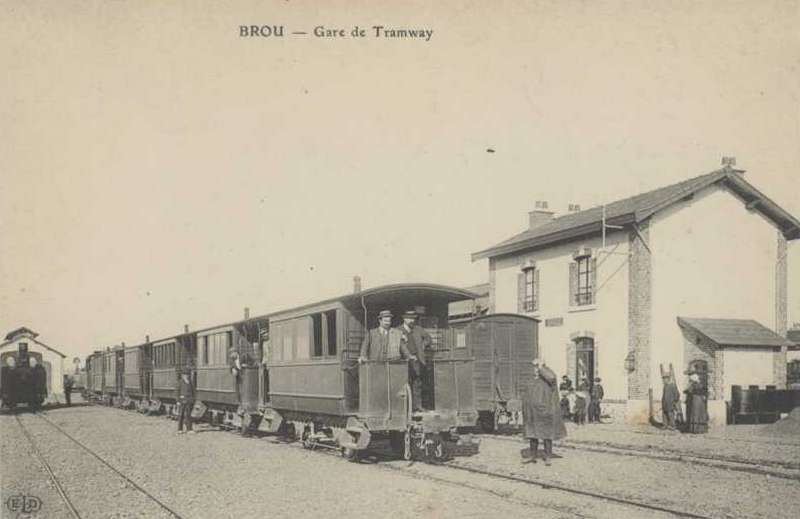
20世纪初布鲁街头的地方有轨电车

“布鲁”一名最初以“Braiolum”的形式被记载，该名称来源于拉丁语“Brolium”，意为“小树林”。

## 历史
布鲁建城于中世纪，彼时为沙特尔主教区的一处领地，同时也是佩尔什-古埃特行省的一部分。1505年，布鲁领主弗洛里蒙·德·罗贝尔泰（Florimond de Robertet）获得男爵爵位。法国大革命后，布鲁成为厄尔-卢瓦省的一个市镇，工业革命期间，沙特尔－波尔多铁路由此通过，当地出现了一些工业部门。第二次世界大战初期，布鲁及其周边地区接纳了大批西班牙内战难民。

## 地理

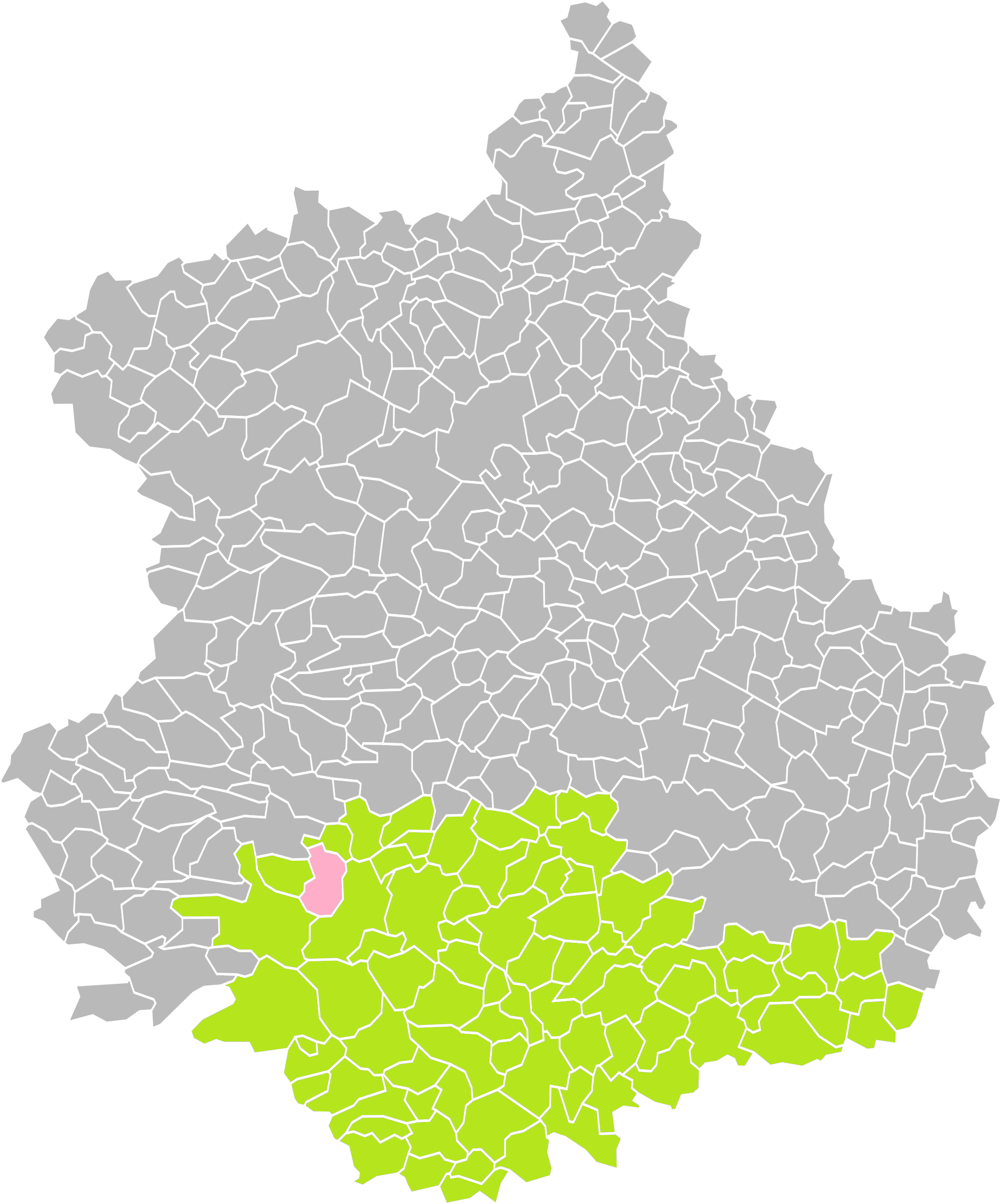
布鲁（红色）在厄尔-卢瓦省的位置

布鲁位于法国中北部，中央-卢瓦尔河谷大区中北部和厄尔-卢瓦省西南部，距离省会沙特尔大约41公里。与布鲁接壤的市镇包括：安韦尔、耶夫尔。

### 地形
布鲁位于博斯平原与佩尔什地区的交界处，境内以浅丘及平原为主，市中心地势平坦，全境海拔在147到201米之间。

### 水文
奥扎讷河自西向东流经境内，其沿岸有两处天然湖泊，该河是厄尔河的支流，属于塞纳河水系。

### 植被
布鲁属于温带落叶林区，林地广泛分布于河流两岸。
在鲜花城市的评比中，布鲁被评为2星级鲜花城市。

### 气候
布鲁在柯本气候分类法中属于温带海洋性气候。

## 行政区划
布鲁是法国中央-卢瓦尔河谷大区厄尔-卢瓦省的一个市镇，编号为28061。布鲁隶属于沙托丹区、布鲁县和厄尔-卢瓦省第四选区，同时也是布鲁县的中央投票站所在地和大沙托丹市镇公共社区的办公驻地。
法国国家统计与经济研究所（简称）在进行数据统计时，将布鲁及相邻的耶夫尔设为布鲁城市核心区（Unité urbaine de Brou）和布鲁城市区（Aire urbaine de Brou）。自2020年起，布鲁城市区被包含7个市镇的布鲁城市辐射区代替。同时，还将布鲁市镇整体划作一个“块区”（IRIS）。

## 交通

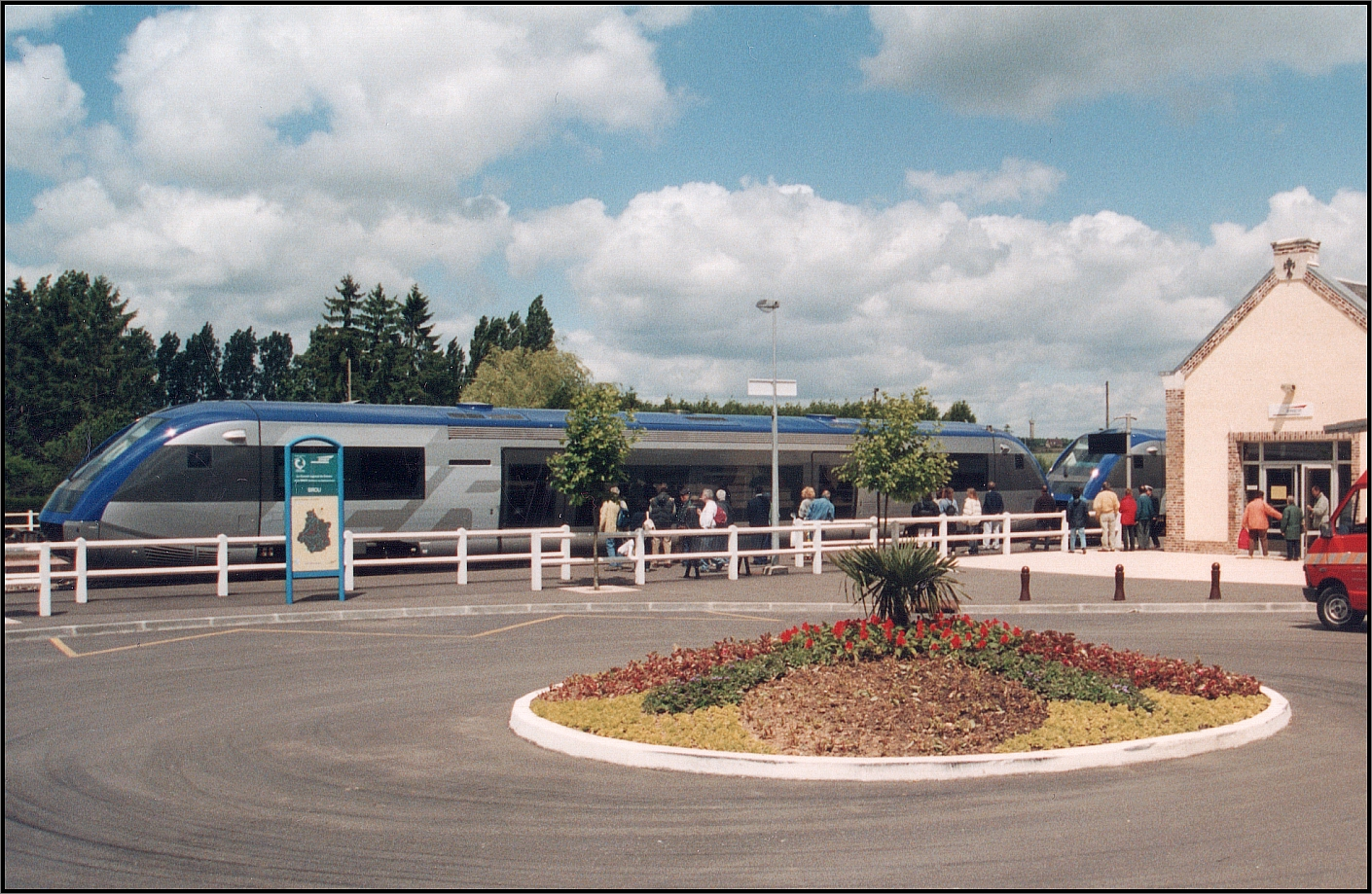
布鲁火车站

### 公路
法国A11高速公路经过布鲁市区以北4公里处，通过3.1和4两个出入口连接市区，此外多条厄尔-卢瓦省省道在布鲁境内交汇，中央-卢瓦尔河谷大区下属的城际客运提供巴士线路，可前往周边部分市镇。
2017年，63.7%的布鲁家庭拥有至少一辆的私人汽车。2019年，布鲁境内共发生各类交通事故2起，造成2人受伤。

### 铁路
布鲁位于沙特尔－波尔多铁路。布鲁站位于市区西部，停靠往返于沙特尔和库尔塔兰一线的区域列车。

### 航空
距离布鲁最近的民用航空站为巴黎-奥利机场，距离布鲁市中心的公路里程约121公里。

### 城市公共交通
布鲁暂无城市公共交通系统。

## 政治

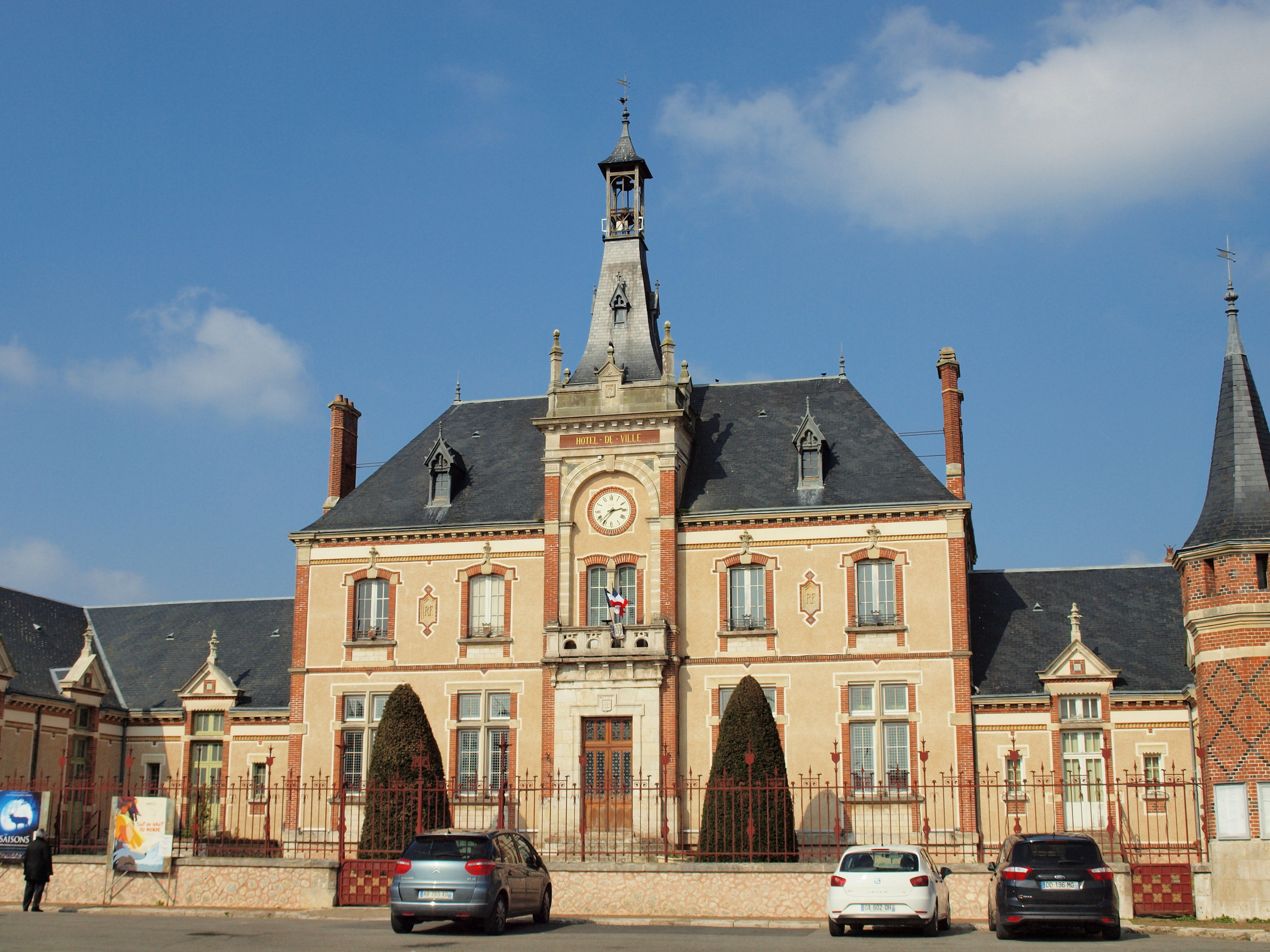
布鲁市政厅

布鲁的现任市长为菲利普·马松先生（Philippe Masson），他是民主人士和独立人士联盟的一名成员，在2020年的市政选举中获得了100%的支持率（无其他候选人）。
在2017年的法国总统大选中，法国第25任总统埃马纽埃尔·马克龙在布鲁获得了54.43%的支持率。

## 人口
2018年，布鲁市镇人口数量为3,356，在法国排名第3,290位。其中男性1,565人，女性1,838人，75岁及以上人口占19.5%，外籍人口数量为573人，人口密度为169人/平方公里，当地居民被称为（男性）或（女性）。2019年，布鲁境内出生20人，死亡人口71人。
| 年份   | 1936  | 1946  | 1954  | 1962  | 1968  | 1975  | 1982  | 1990  | 1999  | 2005  | 2010  | 2015  | 2018  |
| ------ | ----- | ----- | ----- | ----- | ----- | ----- | ----- | ----- | ----- | ----- | ----- | ----- | ----- |
| 人口數 | 2,763 | 2,903 | 2,901 | 3,270 | 3,501 | 3,614 | 3,825 | 3,803 | 3,713 | 3,604 | 3,471 | 3,374 | 3,356 |

## 经济
布鲁是一个区域性的中心城市，当地共有各类用人单位551家，平均历史为21年，其中98.57%为中小型企业（PME）。（零售）、（零售）及（文具生产）是当地2019年营业额最高的三个企业，分别为18,222,010欧元、17,564,764欧元和7,728,515欧元。

## 财政收入
2019年，布鲁的财政收入总额为3,634,250欧元，财政支出总额为3,188,070欧元，当年的债务总额为3,213,090欧元。2020年，布鲁共获得702,782欧元的国家财政补助，比上一年增加了0.03%。
2015年，布鲁的人均月收入总额为2,046欧元，其中高级职员为4,219欧元，高于法国平均水平（4,103欧元）；中级职员为2,425欧元，高于法国平均水平（2,311欧元）；普通职员为1,778欧元，亦高于法国平均水平（1,662欧元）。
2017年，布鲁境内的青壮年（15至64岁）失业率为16.7%，当地47.4%的家庭拥有纳税资格，平均纳税1,603欧元，低于法国平均水平（3,888欧元）。

## 社会事务

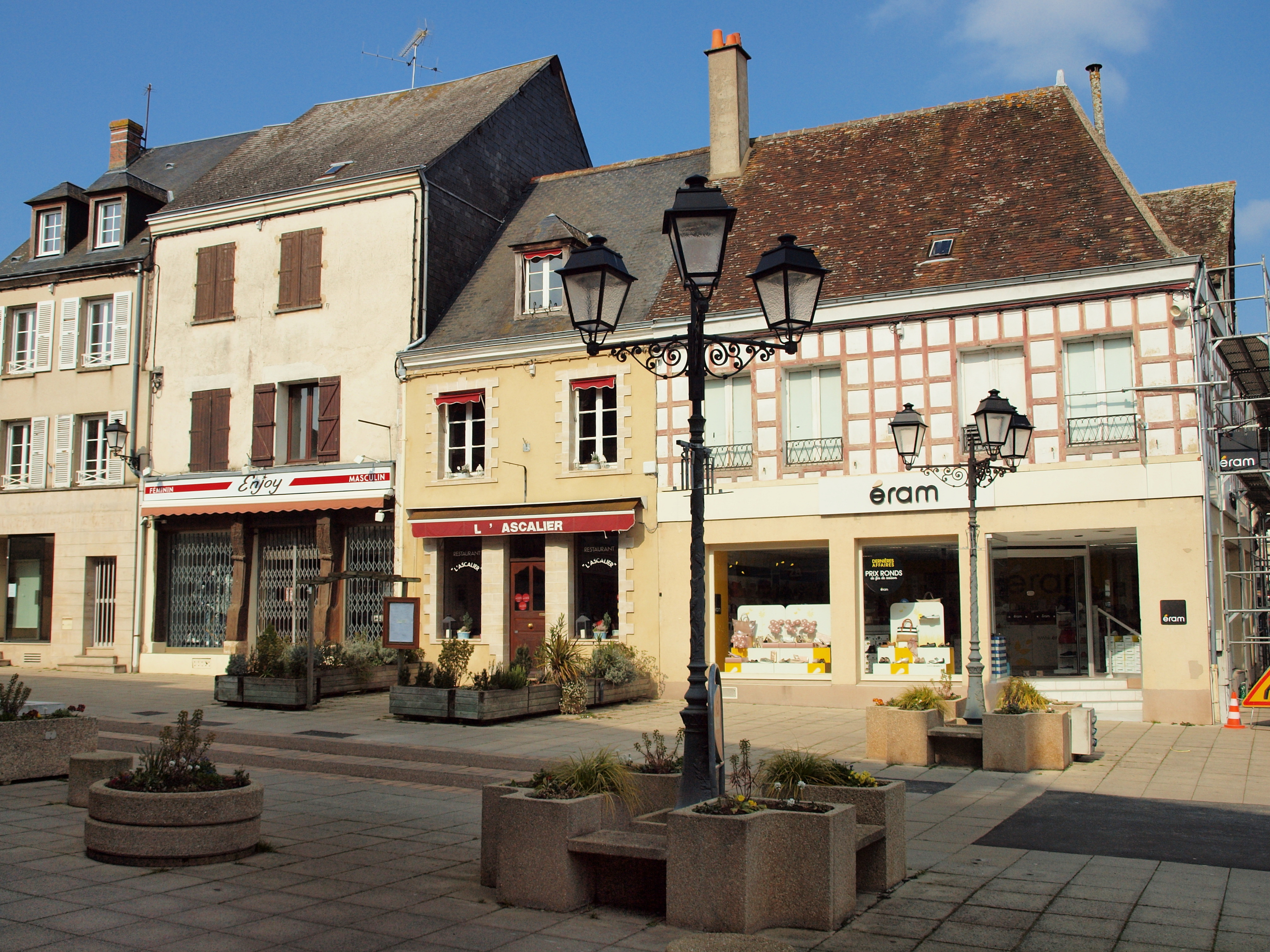
布鲁市中心建筑

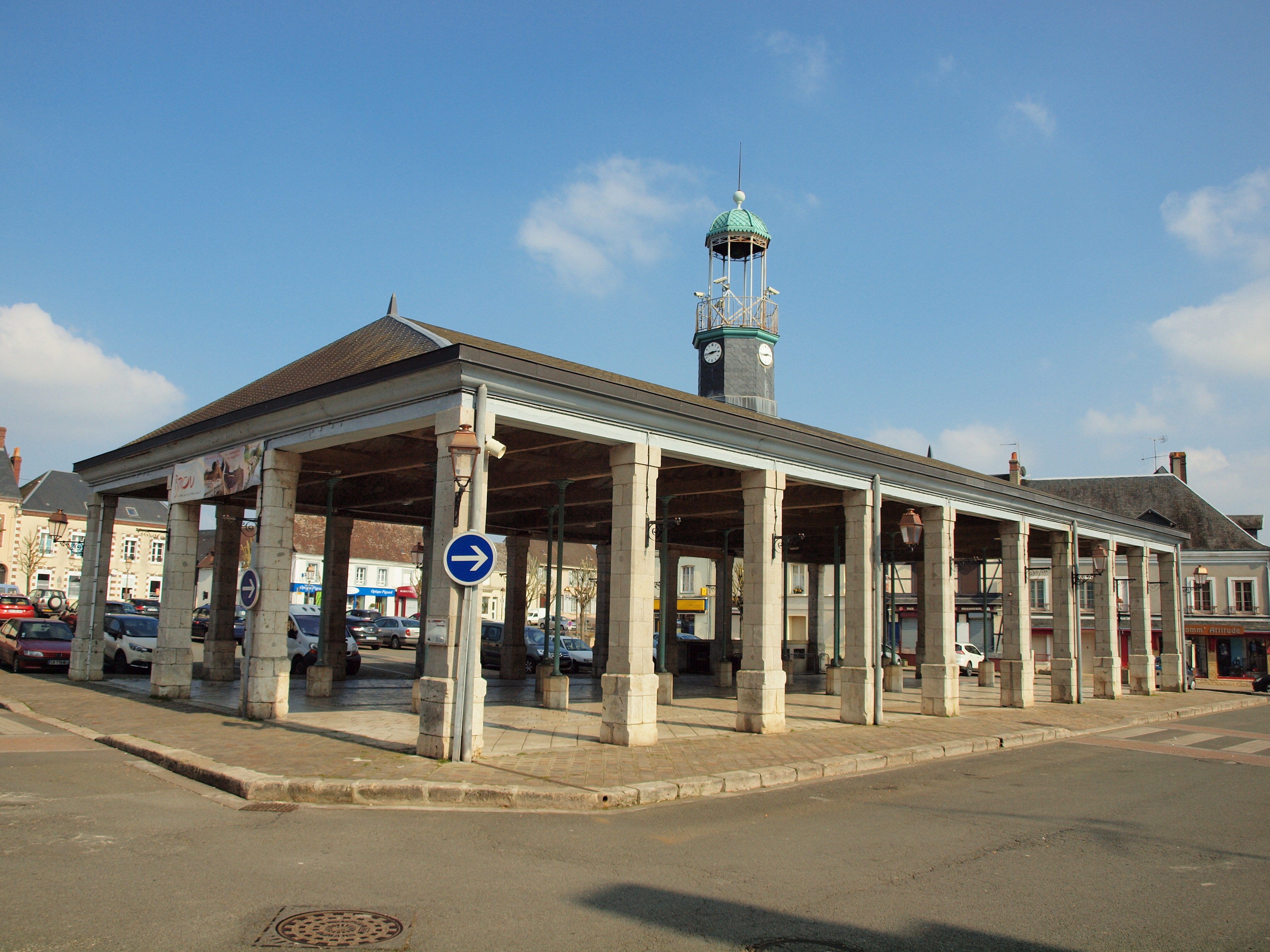
布鲁集市

### 教育
布鲁属于奥尔良-图尔学区。截止2019年1月1日，布鲁境内共有1所幼儿园、2所小学和2所初级中学。2018至2019学年度，布鲁境内共有在校中等教育阶段学生538名。

### 医疗
截止2019年1月1日，布鲁境内共有全科医生3名、牙医2名、护士8名和眼科医生1名。境内共有药房2家、养老院1家。
布鲁是“沙托丹中心医院”（Centre Hospitalier de Châteaudun）的服务范围，后者是法国的一个区域性医疗机构，其主病区位于沙托丹市区，距离布鲁市区大约24公里，该院设有床位434个，是当地规模最大的公立综合性医院。

### 住房
2017年，布鲁境内共有各类住房2,079套，其中76.1%为独立式居民区，23.8%为集中式居民区。常住房屋占布鲁市镇范围内居民建筑总量的80%。
在住房保障政策方面，2017年，布鲁境内共有338户家庭获得了住房经济补助，受益人数占总人口数量的9.9%，其中325份为房租补助。

### 商业
2019年，布鲁境内共有各类实体商铺122家，其中餐厅14家、大型超市4家、杂货店3家、面包房4家、肉铺2家、书店2家、银行门店7家、美容美发店7家、汽车维修店2家。市区东北部建有Intermarché购物商场。

### 体育
2019年，布鲁境内共有1家游泳池、1间体育馆、1座综合体育场、3处网球场、1处马术场以及2处足球或橄榄球场。
布鲁之星（Étoile de Brou）是当地的一支足球队，2020至2021赛季参加厄尔-卢瓦省足球联赛。法国前职业足球运动员本杰明·尼韦在退役后成为该队的队员。

### 环境
布鲁的环境事务由其所属的公共社区负责。2019年，布鲁境内共有2家污染企业。

### 治安
2019年，布鲁市镇范围内有1处宪兵队。
2014年，布鲁及附近地区共发生各类案件2,012起，其中盗窃类案件1,169起，经济类案件229起，毒品交易类案件101起。

## 文化

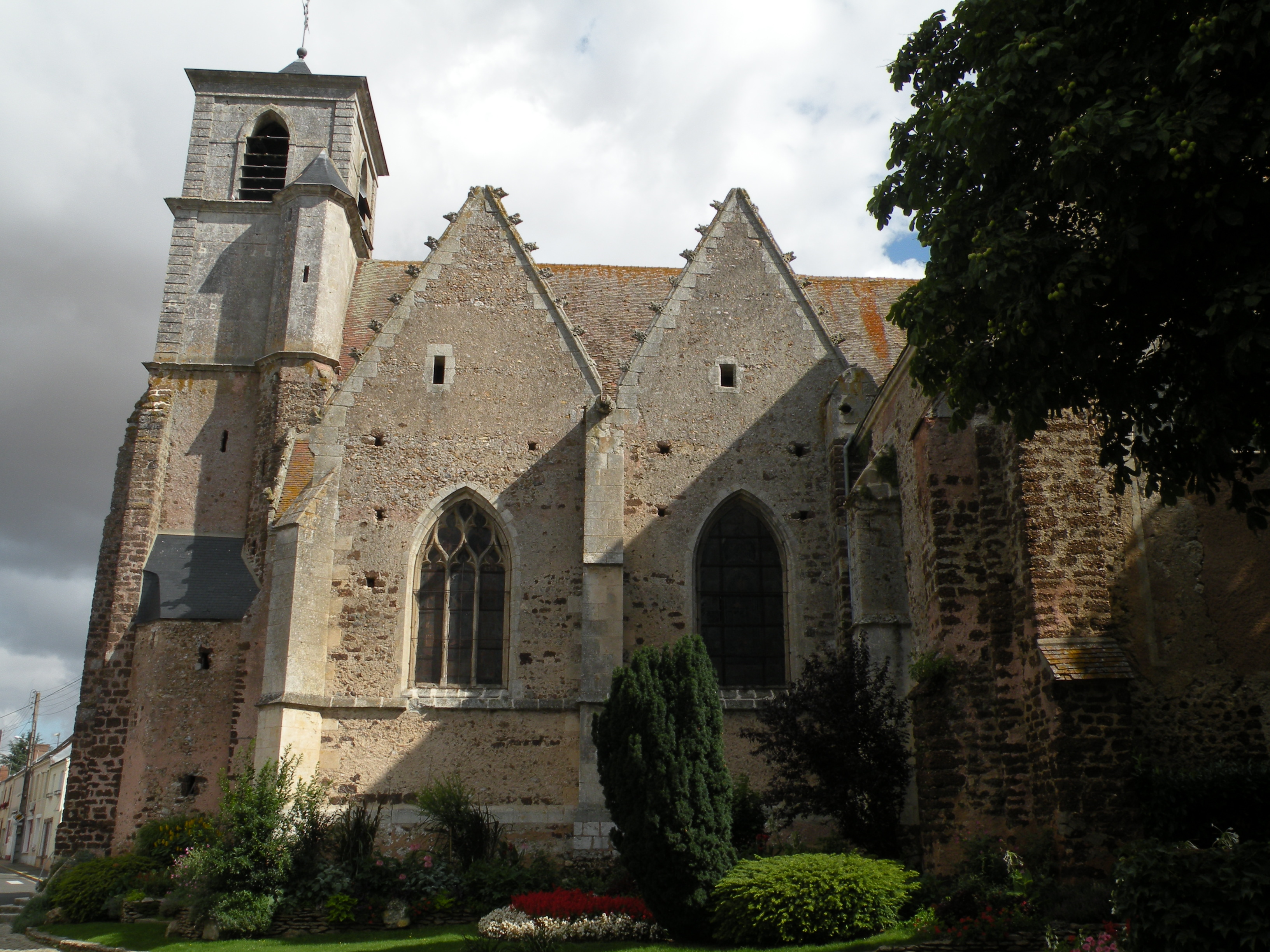
圣吕班教堂

2019年，布鲁境内暂无任何文化设施。布鲁市政府提供多媒体中心，向公众全年开放。

### 建筑
布鲁境内有多处法国国家文物保护单位，其中圣吕班教堂（Église Saint-Lubin）为当地的代表性建筑物。

### 旅游
布鲁的旅游事务由其所属的公共社区负责。2020年，布鲁境内共有1家宾馆共计20间房间；另有1个露营地，可容纳共225辆露营车。

### 媒体
法国主要的媒体均可在布鲁接收，法国电视三台下属的中央-卢瓦尔河谷大区频道在部分时段播出布鲁所属区域的地方新闻。

## 友好城市
截至2021年3月，布鲁共与两座城市互为友好城市关系：
- 德国 弗兰肯贝格
- 英格兰 东普雷斯顿（英语：East Preston, West Sussex）